# Tours préliminaires de la Coupe de Belgique de football 1983-1984
Navigation
Édition précédente Édition suivante
Les tours préliminaires de la Coupe de Belgique de football 1983-1984 sont toutes les rencontres disputées dans le cadre de la Coupe de Belgique avant l'entrée en lice des équipes de première et deuxième division. Ils se disputent en quatre tours, dont trente-deux équipes se qualifient pour la compétition proprement dite.
Le premier tour est disputé uniquement par des équipes issues des séries provinciales, rejointes pour le deuxième tour par les équipes de Promotion puis au quatrième tour par les équipes de Division 3.
Attention en vertu du règlement, la division de référence d'un club pour désigner le tour auquel il débute l'épreuve est celle où il évolue pendant la saison « 82-83 ». Ceci induit que les promus de Promotion vers la D3 commencent au 2e tour alors que deux des quatre relégués de D3 vers la Promotion n'entrent en lice qu'au 4e-NB: le dernier classé de chaque série de D3 commence eu Tour 2. . De même, un cercle montant de Division 3 en Division 2 joue le quatrième tour préliminaire mais que les relégués de D2 commencent aux 1/32e de finale.
Dans cet article, la division indiquée en regard des clubs est celle dans laquelle il évolue en 1983-1984.
Au total, ce sont 224 clubs qui sont engagés dans la compétition et 192 rencontres sont disputées sur l'ensemble des quatre tours. Ce deux chiffres sont théoriques selon qu'il n'y ait pas de désistement. Ainsi pour les tours préliminaires 83-84, il n'y a que 224 équipes qui participent (voir ci-après).

## Fusion(s) - Changement(s) d'appellation
- Au terme de la saison précédente, le matricule 10 abandonne la simple appellation Royale Union pour adopter celle de Royale Union Saint-Gilloise.

- Relégué de Promotion, à la fin de l'exercice précédent, le K. Ourodenberg Sport (matricule 3587) fusionne avec le K. Vereniging Aarschot Sport (441) pour former K. Verbroedering Ourodenberg-Aarschot (441). Le « matricule 3587 » est démissionné.

- Basculant également en 1re provinciale brabançonne, le R. Crossing de Schaerbeek (matricule 55) déménage vers la commune d'Elewijt où il devient le Crossing Elewijt (55).

## Organisation de la compétition
Toutes les rencontres se jouent en un seul match, sur le terrain de la première équipe indiquée. En cas d'égalité, on procède directement à une séance de tirs au but lors des trois premiers tours. À partir du 4e tour, une prolongation de deux fois 15 minutes est jouée en cas d'égalité à la fin du temps réglementaire, ensuite des tirs au but sont bottés s'il y a toujours parité.

### Tirage au sort
Le tableau des cinq premiers tours font l'objet d'un tirage organisé dans les locaux de l'URBSFA à la fin de la saison précédente. Les différents engagés connaissent donc leurs adversaires potentiels pour ce tour préliminaire et l'adversaire qui les attend au 5e tour, celui des trente-deuxièmes de finale.
Le premier tour est organisé par zones géographiques (provinces/provinces limitrophes...).
Le tirage est donc orienté selon les critères suivants :
- Même province
- Province d'Anvers - Province de Brabant
- Province d'Anvers - Province de Limbourg
- Province de Flandre occidentale
- Province de Brabant - Province de Flandre orientale
- Province de Brabant - Province de Hainaut - Province de Namur
- Province de Liège - Province de Limbourg - Province de Luxembourg
- Province de Hainaut - Province de Namur - Province de Luxembourg
- Province de Liège - Province de Luxembourg - Province de Namur

Il se peut toutefois qu'en fonction des inscriptions/participations, un match ne réponde à aucune logique géographique.

### Tours successifs
- Le « premier tour » est joué par des séries provinciales.
- Au « deuxième tour » entrent en compétition les clubs de « Promotion » (D4).
- Les rescapés des deux premiers tours s'affrontent lors du « troisième tour ».
- Le « quatrième tour » voit les équipes de Division 3 entrer en lice.
- Le « cinquième tour » équivaut au 1/32e de finale. C'est à ce moment que débutent les équipes de D1 et D2.

## Participants
Au total, 224 équipes prennent part aux quatre premiers tours préliminaires. Le nombre de participants par province du nombre de qualifiés se fait en fonction du nombre de clubs affiliés à l'URBSFA.
Deux des douze montants en Promotion ne participent pas: le R. Francs Borains Boussu-Bois-Élouges et le AS Herstalienne SR.

### Calendrier
| Tours    | Dates                 | Équipes engagées | Nombre de matchs | Équipes qui débutent | Équipes exemptées |
| -------- | --------------------- | ---------------- | ---------------- | -------------------- | ----------------- |
| 1er tour | 30 et 31 juillet 1983 | 128              | 64               | 128                  | 0                 |
| 2e tour  | 6 et 7 août 1982      | 128              | 64               | 64                   | 0                 |
| 3e tour  | 13 et 14 août 1982    | 64               | 32               | 0                    | 0                 |
| 4e tour  | 20 et 21 août 1982    | 64               | 32               | 32                   | 0                 |
| TOTAUX   |                       | 224              | 192              | -                    | 0                 |

### Répartition provinciale
Le tableau ci-dessous détaille la répartition par provinces des clubs prenant part aux quatre premiers tours de la Coupe de Belgique.
| # | Provinces                       | Total | Div. 2 | Div. 3 | Promotion | Provinciaux |
| - | ------------------------------- | ----- | ------ | ------ | --------- | ----------- |
| 1 | Province d'Anvers               | 31    | 1      | 6      | 13        | 12          |
| 2 | Province de Brabant             | 31    | 1      | 5      | 9         | 16          |
| 3 | Province de Flandre-Occidentale | 23    | -      | 4      | 4         | 15          |
| 4 | Province de Flandre-Orientale   | 25    | -      | 4      | 7         | 14          |
| 5 | Province de Hainaut             | 23    | -      | 4      | 4         | 15          |
| 6 | Province de Liège               | 27    | -      | 2      | 10        | 15          |
| 7 | Province de Limbourg            | 26    | -      | 6      | 6         | 14          |
| 8 | Province de Luxembourg          | 17    | -      | 0      | 5         | 12          |
| 9 | Province de Namur               | 20    | -      | 1      | 4         | 15          |
|   | TOTAUX                          | 224   | 2      | 32     | 62        | 128         |

## Résultats des trois premiers tours
Légende
|  | Clubs qualifiés pour le 2e tour |
|  | Clubs qualifiés pour le 3e tour |
|  | Clubs qualifiés pour le 4e tour |

: indique que le club a été relégué dans la division renseignée à la fin de la saison précédente
: indique que le club a été promu dans la division renseignée à la fin de la saison précédente
Tirs au but x-x = qualification acquise à la suite d'une séance de tirs au but (x-x= résultat, si ? résultat non connu).
« Toss[anglicisme à remplacer] »: qualification acquise après un tirage au sort (jet d'une pièce).
« ???? »: la raison de la qualification (tirs au but, toss...) n'est connue avec certitude.

## Premier tour
Certaines équipes participantes ont gagné le droit de jouer en Promotion dans le championnat qui débute quelques semaines plus tard, mais elles sont toujours considérées comme « provinciales » et doivent donc entamer leur parcours au 1re tour.
- 128 équipes (118 provinciales et 10 Promotion), 64 rencontres jouées les 30 et 31 juillet 1983.
  - Deux montants en « Promotion » éliminés dès ce premier tour.

| Dates           | Tour | N° | Visités                                 | Visiteurs                                | Score final | Remarques |
| --------------- | ---- | -- | --------------------------------------- | ---------------------------------------- | ----------- | --------- |
| 30 juillet 1983 | T1   | 1  | RC Havelange (p-Nam)                    | Arquet FC (p-Nam)                        | 6-3         |           |
| 30 juillet 1983 | T1   | 2  | US Seilloise (p-Nam)                    | R.CS Stavelotain (p-Liè)                 | 2-2         | ?         |
| 30 juillet 1983 | T1   | 3  | Jeunesse Rochefortoise FC (p-Nam)       | US Beauraing ‘61 (p-Nam)                 | 1-0         |           |
| 30 juillet 1983 | T1   | 4  | Léopold Club Bastogne (p-Lux)           | R. Dolhain FC (p-Liè)                    | 1-1         | ?         |
| 30 juillet 1983 | T1   | 5  | Union Ghlinoise (p-Hai)                 | R. Sporting Association Forchies (p-Hai) | 3-1         |           |
| 30 juillet 1983 | T1   | 6  | K. RC De Panne (p-WVl)                  | SC Quevaucamps (p-Hai)                   | 0-1         |           |
| 30 juillet 1983 | T1   | 7  | K. SC Grimbergen (p-Bbt)                | Sporting Ternat (p-Bbt)                  | 1-2         |           |
| 31 juillet 1983 | T1   | 8  | AS Hemptinne (p-Nam)                    | FC St-Servais (p-Nam)                    | 4-1         |           |
| 31 juillet 1983 | T1   | 9  | SRU Verviers (P)                        | Anhée FC (p-Nam).                        | 6-0         |           |
| 31 juillet 1983 | T1   | 10 | Amical Club Neuvillers (p-Lux).         | FC Wallonia Libin (p-Lux)                | 3-0         |           |
| 31 juillet 1983 | T1   | 11 | Racing Athletic Florenvillois (p-Lux)   | R. Standard FC Bouillon (p-Lux)          | 1-0         |           |
| 31 juillet 1983 | T1   | 12 | SC Éghezée (P)                          | US Martelangeoise (p-Lux)                | 4-0         |           |
| 31 juillet 1983 | T1   | 13 | US Durnal (p-Nam)                       | RC Ciergnon (p-Nam)                      | 3-4         |           |
| 31 juillet 1983 | T1   | 14 | Sorée FC (p-Nam)                        | FC Clermont (p-Nam)                      | 2-2         | ?         |
| 31 juillet 1983 | T1   | 15 | R. Leopold Club Walcourt (p-Nam)        | R. Jeunesse Arlonaise (P)                | 0-6         |           |
| 31 juillet 1983 | T1   | 16 | FC Ensival (p-Liè)                      | R. FC Hottonais (p-Lux)                  | 6-1         |           |
| 31 juillet 1983 | T1   | 17 | US Tellinoise (p-Lux)                   | Union St-André Ochamps (p-Lux)           | 4-0         |           |
| 31 juillet 1983 | T1   | 18 | Chaumont-Gistoux FC (p-Bbt)             | Étoile Sportive Champlonaise (p-Lux)     | 1-1         | ?         |
| 31 juillet 1983 | T1   | 19 | Ent Sp. Jamoigne-Izel (p-Lux)           | Olympic Club Rochois (p-Lux)             | 0-5         |           |
| 31 juillet 1983 | T1   | 20 | R. Racing FC Montegnée (p-Liè)          | R. FC Union La Calamine (p-Liè)          | 3-0         |           |
| 31 juillet 1983 | T1   | 21 | VV Weerstand Koersel (p-Lim)            | R. FC La Préalle (p-Liè)                 | 1-0         |           |
| 31 juillet 1983 | T1   | 22 | CS Mechelen-aan-de-Maas (p-Lim)         | RC Stockay-Warfusée (p-Liè)              | 3-0         |           |
| 31 juillet 1983 | T1   | 23 | Excelsior FC Heppen (p-Lim)             | Herk FC (p-Lim)                          | 1-1         | ?         |
| 31 juillet 1983 | T1   | 25 | JS Haccourtoise (p-Liè)                 | R. Skill FC Ivoz-Ramet (p-Liè)           | 2-3         |           |
| 31 juillet 1983 | T1   | 26 | US St-Rémy (p-Hai)                      | Waltwilder VV (p-Lim)                    | 4-1         |           |
| 31 juillet 1983 | T1   | 27 | JS Villersoise (p-Liè)                  | Union Momalloise (p-Liè)                 | 2-6         |           |
| 31 juillet 1983 | T1   | 28 | Sport Vermaak Mol (P)                   | Wallonia FC Nessonvaux-Fraipont (p-Liè)  | 4-0         |           |
| 31 juillet 1983 | T1   | 29 | Sporting Ellikom (p-Lim)                | Hasselt Vlug & Vrij (p-Lim)              | 0-3         |           |
| 31 juillet 1983 | T1   | 30 | Vlijtingen VV (p-Lim)                   | Wellense SK (p-Lim)                      | 2-0         |           |
| 31 juillet 1983 | T1   | 31 | Genker VV (p-Lim)                       | Sporting Alken (P)                       | 1-2         |           |
| 31 juillet 1983 | T1   | 32 | R. JS Bas-Oha (p-Liè)                   | Sporting Aalst-Brustem (p-Lim)           | 4-2         |           |
| 31 juillet 1983 | T1   | 33 | Diepenbeek VV (p-Lim)                   | Toekomst Bunsbeek (p-Bbt)                | 1-1         | ?         |
| 31 juillet 1983 | T1   | 34 | K. FC Roeselare (p-WVl)                 | R. RC Estaimpuis (p-Hai)                 | 7-0         |           |
| 31 juillet 1983 | T1   | 35 | FC Les Diables Noirs d’Harchies (p-Hai) | Ent Sp. Acrenoise (p-Hai)                | 0-0         | ?         |
| 31 juillet 1983 | T1   | 36 | K. VK Ieper (p-WVl)                     | R. Enghien Sports (p-Hai)                | 2-0         |           |
| 31 juillet 1983 | T1   | 37 | R. FC Athois (p-Hai)                    | FC St-Joris Sportief (p-WVl)             | 3-0         |           |
| 31 juillet 1983 | T1   | 38 | Stade Brainois (p-Hai)                  | VC St-Eloois-Winkel Sport (p-Wvl)        | 5-1         |           |
| 31 juillet 1983 | T1   | 39 | US Estinoise (p-Hai)                    | R. FC Hautrage (p-Hai)                   | 0-3         |           |
| 31 juillet 1983 | T1   | 40 | SK Oostnieuwkerke (p-WVl)               | FC Lignette (p-Hai)                      | 5-0         |           |
| 31 juillet 1983 | T1   | 41 | FC Farciennes (p-Hai)                   | K. White Star Oudenburg (p-Wvl)          | 1-1         | ?         |
| 31 juillet 1983 | T1   | 42 | Sport en Vermaak Boelare Eeklo (p-OVl)  | K. SV Veurne (p-Wvl)                     | 0-1         |           |
| 31 juillet 1983 | T1   | 43 | R. Knokke FC (p-WVl)                    | FC Moen (p-WVl)                          | 2-1         |           |
| 31 juillet 1983 | T1   | 44 | K. SK Torhout (p-WVl)                   | K. VK Torhout (p-Wvl)                    | 0-1         |           |
| 31 juillet 1983 | T1   | 45 | SC Wielsbeke (P)                        | FC STt-Martens-Latem (p-Ovl)             | 1-1         | ?         |
| 31 juillet 1983 | T1   | 46 | OLSA Brakel (p-OVl)                     | Amical Sporting Club Baudour (p-Hai)     | 2-3         |           |
| 31 juillet 1983 | T1   | 47 | R. FC Renaisien (p-OVl)                 | FC Sportverbroedering Wevelgem (p-Wvl)   | 2-1         |           |
| 31 juillet 1983 | T1   | 48 | SV Wildert (p-Anv)                      | K. AC Olen (p-Anv)                       | 2-3         |           |
| 31 juillet 1983 | T1   | 49 | VV Lichtaart Sport (p-Anv)              | Crossing Elewijt (p-Bbt)                 | 0-1         |           |
| 31 juillet 1983 | T1   | 50 | Merksplas SK (p-Anv)                    | SK Lebbeke (p-OVl)                       | 2-0         |           |
| 31 juillet 1983 | T1   | 51 | K. FC Heultje (P)                       | SK De Jeugd Lovendegem (p-OVl)           | 1-1         | ?         |
| 31 juillet 1983 | T1   | 52 | R. RC Gent (p-OVl)                      | K. Bevel FC (p-Anv)                      | 3-1         |           |
| 31 juillet 1983 | T1   | 53 | K. Oude God Sport (p-Anv)               | K. Lyra TSV (p-Anv)                      | 0-2         |           |
| 31 juillet 1983 | T1   | 54 | K. Zandhovense SK (p-Anv)               | K. SV Geraardsbergen (p-OVL)             | 4-5         |           |
| 31 juillet 1983 | T1   | 55 | FC Heirnis Gent (p-OVl)                 | Verbroedering Denderhoutem (P)           | 2-1         |           |
| 31 juillet 1983 | T1   | 56 | St-Jozef SK Rijkevorse (p-Anv)          | Standaard Wetteren (p-OVL)               | 0-2         |           |
| 31 juillet 1983 | T1   | 57 | K. Humbeek FC (p-Bbt)                   | K. AC Betekom (P)                        | 0-1         |           |
| 31 juillet 1983 | T1   | 58 | K. VC « De Toekomst » Borsbeke (p-OVl)  | R. SCUP Jette (p-Bbt)                    | 1-1         | ?         |
| 31 juillet 1983 | T1   | 59 | K. AV Dendermonde (p-OVl)               | Denderzonen Pamel (p-Bbt)                | 4-2         |           |
| 31 juillet 1983 | T1   | 60 | KV Zuun (P)                             | FC Overijse (p-Bbt)                      | 7-1         |           |
| 31 juillet 1983 | T1   | 61 | White Star Malou Woluwé (p-Bbt)         | FC Nethen (p-Bbt)                        | 4-1         |           |
| 31 juillet 1983 | T1   | 62 | FC Borgt (p-Bbt)                        | R. Uccle Sport (p-Bbt)                   | 2-4         |           |
| 31 juillet 1983 | T1   | 63 | SV Schriek (p-Anv)                      | K. Racing Haaltert (p-Ovl)               | 1-1         | ?         |
| 31 juillet 1983 | T1   | 64 | FC Zwarte Duivels Oud-Heverlee (p-Bbt)  | K. FC Berendrecht Sport (p-Anv)          | 4-1         |           |

## Deuxième tour
Les 64 qualifiés du « Premier tour » rencontrent autant d'équipes issues des quatre séries de Promotion. Les deux derniers classés des séries de « D3 » de la saison précédente débutent aussi à ce stade de la compétition.
- 128 équipes (64 provinciales, 60 Promotion et 4 Division 3), 64 rencontres jouées les 6 et 7 août 1983.

| Dates       | Tour | N° | Visités                                       | Visiteurs                            | Score final | Remarques |
| ----------- | ---- | -- | --------------------------------------------- | ------------------------------------ | ----------- | --------- |
| 6 août 1983 | T2   | 1  | R. Excelsior Virton (P)                       | Amical Club Neuvillers (p-Lux)       | 4-1         |           |
| 6 août 1983 | T2   | 2  | AS Hemptinne (p-Nam)                          | R. Union Wallonne Ciney (P)          | 1-2         |           |
| 6 août 1983 | T2   | 3  | Jeunesse Rochefortoise FC (p-Nam)             | Union Basse-Sambre Auvelais (P)      | 1-4         |           |
| 6 août 1983 | T2   | 4  | FC Le Lorrain Arlon (P)                       | RC Havelange (p-Nam)                 | 5-0         |           |
| 6 août 1983 | T2   | 5  | R. Dottignies Sports (P)                      | Union Ghlinoise (p-Hai)              | 2-0         |           |
| 6 août 1983 | T2   | 6  | R. FC Renaisien (p-OVl)                       | K. SV Sottegem (P)                   | 0-4         |           |
| 6 août 1983 | T2   | 7  | K. VV Ons Genoegen Vorselaar (P)              | White Star Malou Woluwé (p-Bbt)      | 3-0         |           |
| 7 août 1983 | T2   | 8  | AS Eupen (P)                                  | Léopold Club Bastogne (p-Lux)        | 1-0         |           |
| 7 août 1983 | T2   | 9  | UR Namur (P)                                  | US Tellinoise (p-Lux)                | 6-0         |           |
| 7 août 1983 | T2   | 10 | SC Éghezée (P)                                | R. FC Malmundaria 1904 (P)           | 1-1         | ?         |
| 7 août 1983 | T2   | 11 | RC Ciergnon (p-Nam)                           | R. Alliance Melen-Micheroux (p-Liè)  | 1-2         |           |
| 7 août 1983 | T2   | 12 | FC Clermont (p-Nam)                           | FC St-Hubert (P)                     | 0-3         |           |
| 7 août 1983 | T2   | 13 | Racing Athletic Florenvillois (p-Lux)         | R. CS Condruzien (p-Nam)             | 0-2         |           |
| 7 août 1983 | T2   | 14 | Étoile Sportive Champlonaise (p-Lux)          | R. CS Verviétois (P)                 | 0-1         |           |
| 7 août 1983 | T2   | 15 | FC Ensival (p-Liè)                            | R. Dinant FC (p-Nam)                 | 3-2         |           |
| 7 août 1983 | T2   | 16 | R. Tilleur FC (III)                           | R. Jeunesse Arlonaise (P)            | 1-0         |           |
| 7 août 1983 | T2   | 17 | R. Herve FC (p-Liè)                           | US Seilloise (p-Nam)                 | 2-0         |           |
| 7 août 1983 | T2   | 18 | RC Mormont (P)                                | SRU Verviers (P)                     | 0-0         | ?         |
| 7 août 1983 | T2   | 19 | Olympic Club Rochois (p-Lux)                  | R. Blégny FC (P)                     | 0-2         |           |
| 7 août 1983 | T2   | 20 | K. Verbroedering Ourodenberg Aarschot (p-Bbt) | Hasselt Vlug & Vrij (p-Lim)          | 3-2         |           |
| 7 août 1983 | T2   | 21 | K. Wit-Ster Beverst (P)                       | Diepenbeek VV (p-Lim)                | 2-3         |           |
| 7 août 1983 | T2   | 22 | Sporting Alken (P)                            | FC Testelt (P)                       | 4-3         |           |
| 7 août 1983 | T2   | 23 | FC Verbroedering Meerhout (P)                 | R. JS Bas-Oha (p-Liè)                | 3-0         |           |
| 7 août 1983 | T2   | 24 | K. Eendracht Club Rotem (P)                   | Sport Vermaak Mol (P)                | 1-2         |           |
| 7 août 1983 | T2   | 25 | Union Momalloise (p-Liè)                      | Aubel FC (P)                         | 1-0         |           |
| 7 août 1983 | T2   | 26 | US St-Rémy (p-Hai)                            | Hedra Herderen (p-Lim)               | 1-2         |           |
| 7 août 1983 | T2   | 27 | R. CS Visétois (P)                            | R. Skill FC Ivoz-Ramet (p-Liè)       | 0-1         |           |
| 7 août 1983 | T2   | 28 | Herk FC (p-Lim)                               | K. VK Tienen (P)                     | 1-3         |           |
| 7 août 1983 | T2   | 29 | R. Étoile Sportive Dalhemoise (P)             | Vlijtingen VV (p-Lim)                | 4-2         |           |
| 7 août 1983 | T2   | 30 | Rapid Spouwen (P)                             | VC Veerle Sport (p-Anv)              | 3-1         |           |
| 7 août 1983 | T2   | 31 | CS Mechelen-aan-de-Maas (p-Lim)               | R. Stade Waremmien FC (III)          | 1-2         |           |
| 7 août 1983 | T2   | 32 | VV Weerstand Koersel (p-Lim)                  | SK Bree (P)                          | 2-2         | ?         |
| 7 août 1983 | T2   | 33 | R. Racing FC Montegnée (p-Liè)                | Zonhoven V&V (P)                     | 0-1         |           |
| 7 août 1983 | T2   | 34 | K. VK Torhout (p-WVl)                         | FC Liedekerke (P)                    | 4-0         |           |
| 7 août 1983 | T2   | 35 | K. VK Ieper (p-WVl)                           | URS du Centre (P)                    | 0-0         | ?         |
| 7 août 1983 | T2   | 36 | K. White Star Oudenburg (p-WVl)               | R. US Binchoise (P)                  | 1-3         |           |
| 7 août 1983 | T2   | 37 | R. FC Athois (p-Hai)                          | VV Eendracht Aalter (P)              | 3-5         |           |
| 7 août 1983 | T2   | 38 | SK Oostnieuwkerke (p-WVl)                     | K. FC Meulebeke (p-OVl)              | 3-1         |           |
| 7 août 1983 | T2   | 39 | K. FC Roeselare (p-WVl)                       | K. White Star Club Lauwe (P)         | 0-4         |           |
| 7 août 1983 | T2   | 40 | Ent Sp. Acrenoise (p-Hai)                     | VC Zwevegem Sport (p-WVl)            | 2-3         |           |
| 7 août 1983 | T2   | 41 | K. FC Eeklo (P)                               | Stade Brainois (p-Hai)               | 0-0         | ?         |
| 7 août 1983 | T2   | 42 | R. Standard Club Pâturageois (P)              | SC Quevaucamps (p-Hai)               | 0-2         |           |
| 7 août 1983 | T2   | 43 | FC STt-Martens-Latem (p-OVl)                  | FC Denderleeuw (P)                   | 3-4         |           |
| 7 août 1983 | T2   | 44 | Eendracht Wervik (P)                          | Amical Sporting Club Baudour (p-Hai) | 2-2         | ?         |
| 7 août 1983 | T2   | 45 | R. Excelsior Mouscron (P)                     | K. SV Veurne (p-WVl)                 | 6-0         |           |
| 7 août 1983 | T2   | 46 | KM SK Deinze (P)                              | R. Knokke FC (p-WVl)                 | 2-3         |           |
| 7 août 1983 | T2   | 47 | R. FC Hautrage (p-Hai)                        | SK Gullegem (p-WVl)                  | 0-0         | ?         |
| 7 août 1983 | T2   | 48 | K. VV Vosselaar (P)                           | K. SV Geraardsbergen (p-OVL)         | 0-1         |           |
| 7 août 1983 | T2   | 49 | K. AC Betekom (P)                             | VC Delta Londerzeel (P)              | 4-1         |           |
| 7 août 1983 | T2   | 50 | Sporting Ternat (p-Bbt).                      | Hoogstraten VV (P)                   | 0-1         |           |
| 7 août 1983 | T2   | 51 | K. Olympia SC Wijgmaal (P)                    | FC Heirnis Gent (p-OVl)              | 0-2         |           |
| 7 août 1983 | T2   | 52 | K. FC Zwarte Leeuw (P)                        | Crossing Elewijt (p-Bbt)             | 5-0         |           |
| 7 août 1983 | T2   | 53 | VC Rotselaar (p-Bbt)                          | Merksplas SK (p-Anv)                 | 0-2         |           |
| 7 août 1983 | T2   | 54 | K. VC « De Toekomst » Borsbeke (p-OVl)        | K. FC Germinal Ekeren (P)            | 0-1         |           |
| 7 août 1983 | T2   | 55 | K. Hoger-Op Merchtem (III)                    | R. Uccle Sport (p-Bbt)               | 6-0         |           |
| 7 août 1983 | T2   | 56 | Standaard Wetteren (p-OVL)                    | K. FC de Sportvrienden Nijlen (P)    | 3-0         |           |
| 7 août 1983 | T2   | 57 | K. FC Duffel (P)                              | KV Zuun (P)                          | 1-0         |           |
| 7 août 1983 | T2   | 58 | K. AV Dendermonde (p-OVl)                     | K. Merksem SC (P)                    | 0-0         | ?         |
| 7 août 1983 | T2   | 59 | K. Willebroekse SV (P)                        | R. RC Gent (p-OVl)                   | 2-0         |           |
| 7 août 1983 | T2   | 60 | K. FC Vigor Wuitens Hamme (P)                 | K. Lyra TSV (p-Anv)                  | 4-1         |           |
| 7 août 1983 | T2   | 61 | K. FC Heultje (P)                             | R. CS La Forestoise (P)              | 3-1         |           |
| 7 août 1983 | T2   | 62 | K. Londerzeel SK (P)                          | SV Schriek (p-Anv)                   | 2-1         |           |
| 7 août 1983 | T2   | 63 | FC Zwarte Duivels Oud-Heverlee (p-Bbt)        | K. Tubantia Borgerhout VK (P)        | 0-2         |           |
| 7 août 1983 | T2   | 64 | R. Union St-Gilloise (III)                    | K. AC Olen (p-Anv)                   | 3-0         |           |

## Troisième tour
Ce tour est un « tour intermédiaire ». Aucune nouvelle formation n'entre en lice. Les participants sont les 64 rescapés du « Deuxième tour ».
- 64 équipes (20 provinciales, 40 Promotion et 4 Division 3), 32 rencontres jouées les 13 et 14 août 1983.

| Dates        | Tour | N° | Visités                             | Visiteurs                                     | Score final | Remarques |
| ------------ | ---- | -- | ----------------------------------- | --------------------------------------------- | ----------- | --------- |
| 13 août 1983 | T3   | 1  | FC St-Hubert (P)                    | R. Tilleur FC (III)                           | 0-1         |           |
| 13 août 1983 | T3   | 2  | SRU Verviers (P)                    | FC Le Lorrain Arlon (P)                       | 0-3         |           |
| 13 août 1983 | T3   | 3  | R. Dottignies Sports (P)            | K. SV Sottegem (P)                            | 2-0         |           |
| 13 août 1983 | T3   | 4  | SK Oostnieuwkerke (p-WVl)           | K. White Star Club Lauwe (P)                  | 0-0         | ?         |
| 14 août 1983 | T3   | 5  | R. Alliance Melen-Micheroux (p-Liè) | R. Excelsior Virton (P)                       | 1-1         | ?         |
| 14 août 1983 | T3   | 6  | FC Ensival (p-Liè)                  | R. Herve FC (p-Liè)                           | 0-5         |           |
| 14 août 1983 | T3   | 7  | R. CS Condruzien (p-Nam)            | R. CS Verviétois (P)                          | 1-0         |           |
| 14 août 1983 | T3   | 8  | Union Basse-Sambre Auvelais (P)     | R. Blégny FC (P)                              | 1-4         |           |
| 14 août 1983 | T3   | 9  | UR Namur (P)                        | R. FC Malmundaria 1904 (P)                    | 0-3         |           |
| 14 août 1983 | T3   | 10 | AS Eupen (P)                        | R. Union Wallonne Ciney (P)                   | 1-1         | ?         |
| 14 août 1983 | T3   | 11 | Sporting Alken (P)                  | Union Momalloise (p-Liè)                      | 3-0         |           |
| 14 août 1983 | T3   | 12 | R. Stade Waremmien FC (III)         | Hedra Herderen (p-Lim)                        | 3-0         |           |
| 14 août 1983 | T3   | 13 | Rapid Spouwen (P)                   | R. Étoile Sportive Dalhemoise (P)             | 4-0         |           |
| 14 août 1983 | T3   | 14 | SK Bree (P)                         | FC Verbroedering Meerhout (P)                 | 3-0         |           |
| 14 août 1983 | T3   | 15 | Diepenbeek VV (p-Lim)               | Sport Vermaak Mol (P)                         | 1-4         |           |
| 14 août 1983 | T3   | 16 | K. VK Tienen(P)                     | K. Verbroedering Ourodenberg Aarschot (p-Bbt) | 3-1         |           |
| 14 août 1983 | T3   | 17 | Zonhoven V&V (P)                    | R. Skill FC Ivoz-Ramet (p-Liè)                | 4-0         |           |
| 14 août 1983 | T3   | 18 | K. FC Eeklo (P)                     | K. VK Ieper (p-WVl)                           | 3-0         |           |
| 14 août 1983 | T3   | 19 | VC Zwevegem Sport (p-WVl)           | R. Excelsior Mouscron (P)                     | 1-0         |           |
| 14 août 1983 | T3   | 20 | R. US Binchoise (P)                 | FC Denderleeuw (P)                            | 3-2         |           |
| 14 août 1983 | T3   | 21 | SC Quevaucamps (p-Hai)              | R. Knokke FC (p-WVl)                          | 0-0         | ?         |
| 14 août 1983 | T3   | 22 | Eendracht Wervik (P)                | R. FC Hautrage (p-Hai)                        | 4-1         |           |
| 14 août 1983 | T3   | 23 | VV Eendracht Aalter (P)             | K. VK Torhout (p-WVl)                         | 0-2         |           |
| 14 août 1983 | T3   | 24 | K. Tubantia Borgerhout VK (P)       | K. AC Betekom (P)                             | 0-3         |           |
| 14 août 1983 | T3   | 25 | Standaard Wetteren (p-OVL)          | K. FC Germinal Ekeren (P)                     | 2-3         |           |
| 14 août 1983 | T3   | 26 | K. Londerzeel SK (P)                | Merksplas SK (p-Anv)                          | 2-0         |           |
| 14 août 1983 | T3   | 27 | K. VV Ons Genoegen Vorselaar (P)    | R. Union St-Gilloise (III)                    | 1-0         |           |
| 14 août 1983 | T3   | 28 | K. FC Heultje (P)                   | Hoogstraten VV (P)</                          | 0-0         | ?         |
| 14 août 1983 | T3   | 29 | FC Heirnis Gent (p-OVl)             | K. Hoger-Op Merchtem (III)                    | 3-2         |           |
| 14 août 1983 | T3   | 30 | K. Merksem SC (P)                   | K. SV Geraardsbergen (p-OVL)                  | 0-0         | ?         |
| 14 août 1983 | T3   | 31 | K. Willebroekse SV (P)              | K. FC Duffel (P)                              | 1-0         |           |
| 14 août 1983 | T3   | 32 | K. FC Vigor Wuitens Hamme (P)       | K. FC Zwarte Leeuw (P)                        | 0-2         |           |

## Quatrième tour

### Participants
Ce tour est le dernier de la phase préliminaire. Il oppose les 32 rescapés du "Troisième tour" à 32 têtes de série, à savoir les deux descendants de D2 et les équipes de D3 de la saison précédente (sauf le dernier de chaque série ayant débuté au 2e tour), qui entrent en lice.
| Provinces                                                                                               | Clubs provinciaux | Clubs de Promotion | Clubs de Division 3 | Clubs de Division 2 | Totaux |
| --- | ----------------- | ------------------ | ------------------- | ------------------- | ------ |
| Totaux par division                                                                                     | 8                 | 24                 | 30                  | 2                   | 64     |
| Province d'Anvers                                                                                       | 0                 | 7                  | 6                   | 1                   | 14     |
| Province de Brabant Région de Bruxelles-Capitale Province du Brabant flamand Province du Brabant wallon | 0                 | 3                  | 3                   | 1                   | 7      |
| Province de Flandre-Occidentale                                                                         | 3                 | 2                  | 4                   | -                   | 9      |
| Province de Flandre-Orientale                                                                           | 1                 | 1                  | 4                   | -                   | 6      |
| Province de Hainaut                                                                                     | 1                 | 1                  | 4                   | -                   | 6      |
| Province de Liège                                                                                       | 2                 | 4                  | 2                   | -                   | 8      |
| Province de Limbourg                                                                                    | 0                 | 4                  | 6                   | -                   | 10     |
| Province de Luxembourg                                                                                  | 1                 | 0                  | 0                   | -                   | 1      |
| Province de Namur                                                                                       | 1                 | 1                  | 1                   | -                   | 3      |

### Légende
|  | Clubs des séries provinciales qualifiés pour le 5e tour (1/32e de finale) |  | Clubs de Promotion qualifiés pour le 5e tour (1/32e de finale)  |
|  | Clubs de Division 3 qualifiés pour le 5e tour (1/32e de finale)           |  | Clubs de Division 2 qualifiés pour le 5e tour (1/32e de finale) |

: indique que le club a été relégué dans la division renseignée à la fin de la saison précédente
: indique que le club a été promu dans la division renseignée à la fin de la saison précédente
Tirs au but x-x = qualification acquise à la suite d'une séance de tirs au but (x-x= résultat, si ? résultat non connu).
« Toss »: qualification acquise après un tirage au sort (jet d'une pièce).
« ???? »: la raison de la qualification (tirs au but et leurs scores, toss...) n'est pas connue avec certitude.

### Résultats4etour
- 64 clubs pour 32 matchs, joués les 20 et 21 août 1983.
  - Tous les clubs Namurois sont éliminés.
  - Deux clubs provinciaux atteignent les 1/32es de finale.

| Dates        | Tour | N° | Visités                          | Visiteurs                           | Score 90' | Score 120' | Remarques |
| ------------ | ---- | -- | -------------------------------- | ----------------------------------- | --------- | ---------- | --------- |
| 20 août 1983 | T4   | 1  | K. FC Zwarte Leeuw (P)           | R. RC Tournaisien (III)             | 2-0       |            |           |
| 20 août 1983 | T4   | 2  | R. Olympic de Montignies (III)   | R. Herve FC (p-Liè)                 | 2-0       |            |           |
| 20 août 1983 | T4   | 3  | K. VK Tienen (P)                 | K. FC Dessel Sport (III)            | 2-2       | 2-2        | 4-2       |
| 21 août 1983 | T4   | 4  | Zonhoven V&V (P)                 | K. SV Oudenaarde (III)              | 0-2       |            |           |
| 21 août 1983 | T4   | 5  | K. FC Lommelse SK (III)          | R. Blégny FC (P)                    | 4-0       |            |           |
| 21 août 1983 | T4   | 6  | Sporting Alken (P)               | Hoeselt VV (III)                    | 0-3       |            |           |
| 21 août 1983 | T4   | 7  | R. US Binchoise (P)              | K. FC Verbroedering Geel (III)      | 3-3       | 3-3        | 3-2       |
| 21 août 1983 | T4   | 8  | VC Jong Lede (III)               | R. Union Wallonne Ciney (P)         | 3-2       |            |           |
| 21 août 1983 | T4   | 9  | K. FC Turnhout (III)             | K. FC Eeklo (P)                     | 2-3       |            |           |
| 21 août 1983 | T4   | 10 | R. AEC Mons (III)                | VC Zwevegem Sport (p-WVl)           | 3-0       |            |           |
| 21 août 1983 | T4   | 11 | K. Witgoor Sport Dessel (III)    | Eendracht Wervik (P)                | 1-1       | 1-1        | ?         |
| 21 août 1983 | T4   | 12 | K. VV Ons Genoegen Vorselaar (P) | FC Assent (III)                     | 0-0       | 1-1        | ?         |
| 21 août 1983 | T4   | 13 | K. FC Eendracht Zele (III)       | K. FC Heultje (P)                   | 2-1       |            |           |
| 21 août 1983 | T4   | 14 | K. FC Izegem (III)               | R. Dottignies Sports (P)            | 1-0       |            |           |
| 21 août 1983 | T4   | 15 | K. Wuustwezel FC (II)            | K. Willebroekse SV (P)              | 1-1       | 1-1        | ?         |
| 21 août 1983 | T4   | 16 | Wallonia Association Namur (III) | K. VK Torhout (p-WVl)               | 0-1       |            |           |
| 21 août 1983 | T4   | 17 | R. FC Malmundaria 1904 (P)       | R. FC Hannutois (P)                 | 0-3       |            |           |
| 21 août 1983 | T4   | 18 | Racing Jet Bruxelles (II)        | SC Quevaucamps (p-Hai)              | 8-0       |            |           |
| 21 août 1983 | T4   | 19 | K. Merksem SC (P)                | K. VV Looi Sport Tessenderlo (III)  | 1-0       |            |           |
| 21 août 1983 | T4   | 20 | R. US Tournaisienne (III)        | FC Heirnis Gent (p-OVl)             | 0-0       | 0-0        | ?         |
| 21 août 1983 | T4   | 21 | Bilzerse VV (III)                | R. Alliance Melen-Micheroux (p-Liè) | 5-0       |            |           |
| 21 août 1983 | T4   | 22 | KV Oostende (III)                | K. AC Betekom (P)                   | 0-0       | 0-0        | ?         |
| 21 août 1983 | T4   | 23 | SK Oostnieuwkerke (p-WVl)        | Patro Eisden (III)                  | 0-0       | 0-0        | ?         |
| 21 août 1983 | T4   | 24 | FC Le Lorrain Arlon (P)          | K. Stade Leuven (III)               | 2-0       |            |           |
| 21 août 1983 | T4   | 25 | K. FC Germinal Ekeren (P)        | R. Union Hutoise FC (P)             | 4-0       |            |           |
| 21 août 1983 | T4   | 26 | K. SK Roeselare (III)            | K. Londerzeel SK (P)                | 5-0       |            |           |
| 21 août 1983 | T4   | 27 | Diegem Sport (III)               | R. Tilleur FC (III)                 | 3-1       |            |           |
| 21 août 1983 | T4   | 28 | VK Ninove (III)                  | Rapid Spouwen (P)                   | 2-1       |            |           |
| 21 août 1983 | T4   | 29 | R. Stade Waremmien FC (III)      | K. FC Herentals (III)               | 1-1       | 1-1        | ?         |
| 21 août 1983 | T4   | 30 | SK Bree (P)                      | K. SV Bornem (III)                  | 1-1       | 1-1        | ?         |
| 21 août 1983 | T4   | 31 | Eendracht Gerhees Oostham (III)  | Sport Vermaak Mol (P)               | 0-0       | 0-0        | ?         |
| 21 août 1983 | T4   | 32 | K. SC Menen (III)                | R. CS Condruzien (p-Nam)            | 3-1       |            |           |

### Bilan des "rescapés"
Les 32 clubs qui gagnent le droit de défier un cercle de D1 ou D2 viennent de:

#### par division
- Division 2: 2 clubs
- Division 3: 18 clubs
- Promotion: 10 clubs
- Provinciale: 2 clubs

#### par province
| Région flamande (24)            | Région flamande (24) | Province de Brabant (3)      | Province de Brabant (3) | Région wallonne (5)    | Région wallonne (5) |
| ------------------------------- | -------------------- | ---------------------------- | ----------------------- | ---------------------- | ------------------- |
| Province d'Anvers               | 9                    | Région de Bruxelles-Capitale | 1                       | Province de Hainaut    | 3                   |
| Province de Flandre-Occidentale | 5                    | Province du Brabant flamand  | 2                       | Province de Liège      | 1                   |
| Province de Flandre-Orientale   | 6                    | Province du Brabant wallon   | 0                       | Province de Luxembourg | 1                   |
| Province de Limbourg            | 4                    |                              |                         | Province de Namur      | 0                   |

1. ↑  Au niveau footballistique, la province de Brabant est toujours unitaire malgré sa partition territoriale en 1995.

### Sources et liens externes
- Archives de l'ASBL Foot100
- Archives des journaux et quotidiens de l'époque.